# Runddysse von Toreby
Der Runddysse von Toreby (auch Thoreby Bysmarker genannt) liegt in einem Feld östlich von Toreby und Maribo in der Guldborgsund Kommune auf der dänischen Insel Lolland.
Die ovale Nordost-Südwest orientierte Kammer des beschädigten Ganggrabes besteht aus acht Tragsteinen, von denen sechs original sind und zwei in den 1940er Jahren ergänzt wurden. Farbe und Form trennen die beiden von den übrigen, die mit der flachen Seite zur Kammermitte weisen. Zwei große Decksteine liegen auf. Die Innenmaße betragen etwa 3,0 m in der Länge und 1,25–1,50 m in der Breite. Die Oberkante der Decksteine liegt etwa 2,5 m über der Feldoberfläche Der Gang lag wahrscheinlich im Süden. Im Süden und Osten gibt es Lücken zwischen den Tragsteinen. In der Kammer liegt Geröll.
In der Nähe liegen der Dolmen im Frostrup Skov und der Toreby Barneshøj.